# Leniuchy z żyznej doliny
Leniuchy z żyznej doliny (gr. Οι Τεμπέληδες της εύφορης κοιλάδας / Oi tembelides tis eforis koiladas) – grecka komedia obyczajowa z 1978 roku w reżyserii Nikosa Panayotopoulosa. Adaptacja powieści pod tym samym tytułem autorstwa Alberta Cossery'ego.
Film miał premierę w konkursie głównym na MFF w Locarno, gdzie zdobył główną nagrodę Złotego Lamparta.

## Fabuła
Film jest alegoryczno-satyrycznym spojrzeniem na świat greckiej burżuazji. Jest to opowieść o starym ojcu i jego trzech synach. Wszyscy oni mieszkają pod jednym dachem w luksusowej willi na prowincji. Nie muszą pracować, więc cały swój czas spędzają na leniuchowaniu, jedzeniu i zaciąganiu do łóżka jedynej pracowitej osoby w całym domu, czyli służącej.

## Obsada
- Wasilis Diamantopulos – ojciec
- Olga Karlatos – Sofia
- Dimitris Pulikakos – Nikos
- Nikitas Cakiroglu – Giannis
- Giorgos Dialegmenos – Sakis
- Kostas Sfikas – mężczyzna z psem[3]

## Produkcja
Zdjęcia kręcono w Kifisii pod Atenami.